# 財部郵便局
財部郵便局（たからべゆうびんきょく）は、鹿児島県曽於市にある郵便局。民営化前の分類では集配特定郵便局であった。

## 概要
住所：〒899-4199 鹿児島県曽於市財部町南俣170-1

## 沿革
- 1883年（明治16年）1月1日 - 南俣（みなみまた）郵便局（五等）として開設[1]。
- 1884年（明治17年）11月1日 - 南俣村郵便受取所となる。
- 1897年（明治30年）11月21日 - 財部郵便受取所に改称。
- 1905年（明治38年）4月1日 - 財部郵便局（三等）となる。
- 1975年（昭和50年）10月29日 - 電話交換業務を都城電報電話局に移管[2]。
- 2007年（平成19年）10月1日 - 民営化に伴い、併設された郵便事業国分支店財部集配センターに一部業務を移管。
- 2012年（平成24年）10月1日 - 日本郵便株式会社発足に伴い、郵便事業国分支店財部集配センターを財部郵便局に統合。

## 取扱内容
- 郵便、印紙、ゆうパック、内容証明
- 貯金、為替、振替、振込、国際送金、国債
- 生命保険、バイク自賠責保険
- 地方公共団体事務（曽於市入場券の販売）
- ゆうちょ銀行ATM
- 曽於市内の一部地域（旧財部町域：〒899-41xx地域）の集配業務

## 周辺
- 曽於市役所財部支所（旧・財部町役場）
- 曽於市立財部小学校
- 道の駅たからべ
- 横市川

## アクセス
- JR日豊本線 財部駅から南東へ400m（徒歩約8分）
- 東九州自動車道 末吉財部ICから北東へ約8.5km
- 鹿児島県道482号塚脇財部線沿い
- 駐車場あり：10台